# Expedice 72
Expedice 72 byla sedmdesátá druhá dlouhodobá mise na Mezinárodní vesmírné stanici (ISS). Tvoří ji sedm astronautů a kosmonautů, kteří na stanici postupně přiletěli v kosmických lodích Boeing Crew Flight Test, Sojuz MS-26 a SpaceX Crew-9. Expedice začala 23. září 2024 a skončila 19. dubna 2025.

## Posádka
Expedice 72 na ISS začala 23. září 2024 v 08:36:20 UTC (10:36:20 SELČ), v okamžiku odpojení kosmické lodi Sojuz MS-25 od ISS. V ní opustila ISS americká astronautka Tracy Caldwellová Dysonová, která 25. března 2024 na její palubě na stanici také přiletěla. Na Zemi ji doprovodili ruští kosmonauti Oleg Kononěnko a Nikolaj Čub, kteří tak ukončili svůj více než roční pobyt na stanici, kam přiletěli 15. září 2023 v Sojuzu MS-24.
Velitelem ISS byla v okamžiku zahájení Expedice 72 už podruhé v kariéře Sunita Williamsová, která symbolický klíč od stanice převzala z rukou předchozího velitele Olega Kononěnka 22. září 2024 kolem 14:20 UTC, krátce před jeho odletem. Kononěnko byl velitelem stanice od 10. března 2024.
Kromě Williamsové bylo při zahájení expedice na palubě dalších 8 lidí. Američané Matthew Dominick, Michael Barratt, Jeanette Eppsová a Rus Alexandr Grebjonkin přiletěli jako posádka mise SpaceX Crew-8 už 4. března 2024 a po skončení Expedice 71 byli připraveni na návrat na Zemi. Původně měli odletět ještě před koncem své expedice, ale kvůli změnám v programu letů, způsobeným potížemi kosmické lodi Starliner při misi Boeing Crew Flight Test (Boe-CFT), odložila NASA jejich odlet až na říjen. Barry Wilmore přiletěl na ISS společně s Williamsovou 5. června 2024 právě ve Starlineru na misi CFT, ovšem při odpojení a odletu lodi od ISS 6. září 2024 ani jeden z nich nebyl uvnitř, ale ve stanici. Součástí řešení problému Starlineru totiž bylo jejich neplánované posunutí do Expedice 72. Zbylí tři lidé na palubě – ruští kosmonauti Alexej Ovčinin a Ivan Vagner a americký astronaut Donald Pettit – na stanici přiletěli 11. září 2024 v Sojuzu MS-26 jako část budoucí posádky Expedice 72.
Ke zkompletování týmu Expedice 72 tak chybělo už jen vystřídání posádky Crew-8 čerstvými silami posádky Crew-9. Rozhodnutí o prodloužení pobytu Wilmora a Williamsové přitom přineslo nutnost zredukovat původně plánovanou Crew-9 ze 4 astronautů na 2, aby zůstal zachován obvyklý počet 7 lidí ve standardní expedici na ISS. Z původní sestavy Crew-9, kterou tvořili Američané Zena Cardmanová, Nick Hague a Stephanie Wilsonová a Rus Alexandr Gorbunov, vypadly obě ženy. Gorbunov musel letět, protože byl součástí výměny křesel mezi agenturou NASA a Roskosmosem (recipročně v Sojuzu přiletěl Donald Pettit). A v případě velitele mise NASA nenašla odvahu svěřit narychlo vytvořenou a nesecvičenou posádku Cardmanové, kterou sice dříve vybrala za velitelku Crew-9, ale která je současně nezkušenou astronautkou chystající se na svůj první let. Proto agentura zvolila astronauta mířícího již na svou druhou misi. Hague a Gorbunov na stanici přiletěli 29. září, Crew-8 velitele Dominicka ji opustila 23. října 2024. Předání bylo o dva týdny delší než obvykle. Menší porci času si vyžádala potřeba překonfigurovat vnitřek odlétající lodi, v němž byla od odletu Starlineru instalována pohotovostní sedadla pro Wilmora a Williamsovou. Většinu zpoždění však způsobilo nevhodné počasí v možných místech přistání u pobřeží Floridy.

### Výměna před zahájením Expedice 73
Podle původních plánů měl nejdříve v únoru 2025 přiletět Crew Dragon s posádkou SpaceX Crew-10 (Anne McClainová, Nichole Ayersová, Takuja Óniši a Kirill Peskov) a o několik dní později, 22. února 2025, odletět Crew-9 s Haguem a Gorbunovem i oběma astronauty přesunutými ze Starlineru, tedy Wilmorem a Williamsovou. NASA však v polovině prosince 2024 oznámila, že společně se SpaceX potřebuje více času na plnou přípravu zcela nové lodi Crew Dragon C213 k letu, a proto se mise Crew-10 odsouvá na konec března 2025 a návrat Crew-9 se uskuteční až poté. Nakonec ale bylo času potřeba ještě více, a tak NASA 11. února 2025 informovala, že místo C213 na misi Crew-10 poletí jiná loď, konkrétně Endurance (C210). Proto nebyl důvod setrvat u startu odloženého na konec března a start mise se změnil na „nejdříve 12. března 2025”. Termín ale týmy z technických důvodů zrušily necelou hodinu před jeho uskutečněním a naplánovaly nový čas startu na 14. března. Ten už proběhl v pořádku a loď se o 28 hodin později připojila ke stanici. Crew-9 zpět na Zemi odletěla 18. března 2025.
První krok výměny se však odehrál už 7. března 2025 v 18:55 UTC, kdy Sunita Williamsová asi 10 dní před svým plánovaným odletem předala symbolický klíč od stanice a s ním i velení Alexeji Ovčininovi, který sice – stejně jako ona – svůj pobyt na stanici pomalu, ale jistě dokončoval, ale – na rozdíl od ní – se měl před odletem potkat s budoucím velitelem stanice pro Expedici 73, japonským astronautem Takujou Ónišim. K předání velení mezi Ovčininem a Ónišim došlo 18. dubna 2025 kolem 18:40 UTC.
Na ruské straně měl podle původních plánů v druhé polovině března 2025 přiletět Sojuz MS-27 (Sergej Ryžikov, Sergej Mikajev, Jonathan Kim) a 1. dubna 2025 měla odletět se svou posádkou Sojuz MS-26, čímž by Expedice 72 skončila a rozběhla se Expedice 73. Návazně na změny na americké straně ale Roskosmos plánovaný start Sojuzu MS-27 odložil na 8. dubna a návrat MS-26 na Zemi se měl uskutečnit 20. dubna 2025. Z informace NASA o dění na palubě však počátkem dubna 2025 vyplynulo, že odlétající posádka stanici opustí o den dříve, již 19. dubna. To se také odpojením v 21:57:33 skutečně stalo, čímž Expedice 72 skončila.

### Návštěvní mise
Pro období Expedice 72 nebyl naplánován přílet žádné návštěvní posádky.

### Vývoj obsazení
Vývoj obsazení ISS během Expedice 72 shrnuje následující tabulka:
| kosmonaut/astronaut     | loď            | 23. – 29. září 2024 | 29. září – 23. října | 23. října – 16. března 2025 | 16. – 18. března | 18. března – 8. dubna | 8. – 19. dubna |
| ----------------------- | -------------- | ------------------- | -------------------- | --------------------------- | ---------------- | --------------------- | -------------- |
| Matthew Dominick (1)    | Crew-8         |                     |                      |                             |                  |                       |                |
| Michael Barratt (3)     | Crew-8         |                     |                      |                             |                  |                       |                |
| Jeanette Eppsová (1)    | Crew-8         |                     |                      |                             |                  |                       |                |
| Alexandr Grebjonkin (1) | Crew-8         |                     |                      |                             |                  |                       |                |
| Alexej Ovčinin (3)      | MS-26          |                     |                      | velitel ISS                 | velitel ISS      | velitel ISS           | velitel ISS    |
| Ivan Vagner (2)         | MS-26          |                     |                      |                             |                  |                       |                |
| Donald Pettit (4)       | MS-26          |                     |                      |                             |                  |                       |                |
| Barry Wilmore (3)       | Boe-CFT/Crew-9 |                     |                      |                             |                  |                       |                |
| Sunita Williamsová (3)  | Boe-CFT/Crew-9 | velitelka ISS       | velitelka ISS        | velitelka ISS               |                  |                       |                |
| Nick Hague (3)          | Crew-9         |                     |                      |                             |                  |                       |                |
| Alexandr Gorbunov (1)   | Crew-9         |                     |                      |                             |                  |                       |                |
| Anne McClainová (2)     | Crew-10        |                     |                      |                             |                  |                       |                |
| Nichole Ayersová (1)    | Crew-10        |                     |                      |                             |                  |                       |                |
| Takuja Óniši (2)        | Crew-10        |                     |                      |                             |                  |                       | velitel ISS    |
| Kirill Peskov (1)       | Crew-10        |                     |                      |                             |                  |                       |                |
| Sergej Ryžikov (3)      | Sojuz MS-27    |                     |                      |                             |                  |                       |                |
| Sergej Mikajev (1)      | Sojuz MS-27    |                     |                      |                             |                  |                       |                |
| Jonathan Kim (1)        | Sojuz MS-27    |                     |                      |                             |                  |                       |                |

Legenda:

## Průběh expedice
Na období expedice je naplánováno několik výstupů do volného prostoru, z toho nejméně 1 ruský a nejméně 3 americké (v prosinci a lednu). Uskuteční se také několik plánovaných manévrů ke zvýšení dráhy ISS, která se jinak vlivem brzdění způsobovaného nepatrnými stopami atmosféry Země pomalu, ale setrvale snižuje.
K první úpravě dráhy se motory Progressu MS-28 připojeného na zádi stanice spustily 4. října 2024 v 08:44 UTC. Pracovaly 20 minut a 7,6 sekundy, čímž vytvořily impuls 1,66 m/s a zvýšily střední výšku dráhy ISS o 2,9 km na 419,0 km. Šlo o celkem 366 úpravu dráhy za dobu existence stanice.
Kosmická loď Crew Dragon s kompletní posádkou Crew-9 na palubě se 3. listopadu 2024 přesunula z předního portu modulu Harmony, k němuž zakotvila při příletu ze Země 29. září 2024, k hornímu portu téhož modulu, uvolněnému 23. října 2024 odletem mise Crew-8. U předního portu tak vzniklo místo pro připojení nákladní lodi Cargo Dragon na misi SpaceX CRS-31, která dorazila o 2 dny později a už 8. listopadu ji čekal další klíčový úkol v plánu mise – jako první Dragon za celou dobu jejich používání provedla korekci dráhy stanice. Čtyři motory Draco v zadní části lodi se v 17:50 UTC zapálily na 12 a půl minuty a impulsem 0,3 m/s zvýšily dráhu ISS o 1,126 km (0,7 míle) v perigeu a o 112 metrů (0,07 míle) v apogeu. Celá stanice se kvůli tomu musela na dobu manévru otočit o 180 stupňů kolem svislé osy, aby se Dragon připojený na přídi dostal na záď. SpaceX tak pro budoucnost otestovala možnosti využití Dragonu pro plánované i mimořádné úpravy dráhy, která do té doby pravidelně prováděly kosmické lodi Progress a v poslední době také kosmické lodi Cygnus. 
Jen o pár dní později, 13. listopadu 2024 v 16:47 UTC, následovala další úprava dráhy, tentokrát zřetelnější, o 4,9 km střední výšky nad Zemí, na 417,23 km. Motory Progressu MS-28 se zapálily na 16 minut a 34,4 sekundy a předaly tak stanici impuls 2,82 m/s. A ještě jednou se spustily po dalších šesti dnech, 19. listopadu 2024 ve 20:09 UTC, aby pracovaly 5 minut a 30,9 sekundy, čímž daly ISS impuls 0,5 m/s a zvýšily střední výšku její dráhy na 417,35 km.  Tentokrát však nešlo o plánovaný, ale mimořádný manévr kvůli zajištění dostatečné vzdálenosti při míjení s vesmírným odpadem, částí nefunkční obranné meteorologické družice, která se rozpadla v roce 2015.
Po příletu a připojení nákladní kosmické lodi Progress MS-29 k modulu Poisk posádka po otevření průlezu mezi lodí a modulem zaznamenala neočekávaný zápach a kapky neznámé kapaliny a kvůli možnému nebezpečí kontaminace atmosféry stanice průlez okamžitě uzavřela. Uzavřen prozatím zůstal i poté, co astronauti a kosmonauti na palubě ISS aktivovali různé systémy k čištění vzduchu a tři členové posádky ruského orbitálního segmentu si také z preventivních důvodů nakrátko oblékli osobní ochranné prostředky. NASA sice později v prohlášení potvrdila problém se „zápachem” a „drobnými kapkami” pozorovanými po otevření průlezů, ale současně informovala, že letoví dispečeři zjistili normální kvalitu vzduchu uvnitř stanice. To potvrdila i její informace z 25. listopadu, že zápach, který pravděpodobně pocházel z materiálů uvnitř nákladní kosmické lodi, se rozptýlil, takže přístup do Progressu byl otevřený a vykládka lodi postupovala podle plánu.
Pětadvacátý listopadový den kromě toho přinesl také další neplánovaný manévr kvůli riziku kolize s vesmírným smetím. Motory Progressu MS-28 se zapnuly v 09:49 UTC a pracovaly 3 minuty a 32 sekund. Vytvořený impuls 0,3 m/s zvýšil oběžnou dráhu ISS přibližně o 500 metrů na střední výšku 416,99 km.
Alexej Ovčinin a Ivan Vagner se 19. prosince 2024 vydali do volného prostoru, aby instalovali rentgenový spektrometr, který bude po tři roky v periodách trvajících 72 dní, pozorovat vždy celkem 84 procent nebeské sféry. Kromě toho demontovali aparaturu jednoho staršího experimentu, vyměnili čtyři propojovací panely elektrických konektorů na modulu Zvezda a sesbírali testovací vzorky z dvou vědeckých experimentů umístěných na povrchu stanice a zaměřených na zkoumání vlivu vesmírného prostředí na vlastnosti různých materiálů, které později dopraví k prozkoumání na Zemi. Výstup původně plánovaný na 6 hodin a 43 minut se protáhl o 34 minut, přestože kosmonauti neprovedli závěrečný úkol, přemístění ovládacího panelu pro Evropské robotické rameno (ERA), které je připojeno k víceúčelovému laboratornímu modulu Nauka. Výstup začal v otevřením poklopu modulu Poisk v 16:36 UTC a skončil jeho uzavřením v 22:53. Šlo o teprve třetí výstup z ISS v roce 2024, bezmála půl roku po předchozím, navíc neúspěšném výstupu 24. června 2024.  
Také další dvě úpravy dráhy zajistily motory Progressu MS-28. K první z nich, celkem 371. v historii ISS, se spustily 22. prosince 2024 ve 01:10:00 UTC a pracovaly 13 minut a 31,3 sekundy. To vytvořilo impuls 1,3 m/s, který zvýšil střední výšku dráhy stanice o 2,3 km na 416,43 km. Další úprava následovala 11. ledna 2025, motory se zažehly v 17:45 UTC a za 19 minut a 15 sekund dodaly stanici impuls 1,8 m/s. Ten přidal ke střední výšce dráhy ISS 3,2 km, takže dosáhla 416,71 km nad povrchem Země.
První výstup do volného prostoru z americko-evropsko-japonské části ISS po více než 14 měsících (nepočítaje krátký a prakticky ani nezahájený výstup v červenci 2024), se odehrál 16. ledna 2025. Nick Hague po čtvrté a Sunita Williamsová po osmé vystoupili ve skafandrech z ISS ve 13:01 UTC, aby vyměnili sestavy gyroskopu rychlosti, instalovali záplaty pro zakrytí poškozených oblastí světelných filtrů na rentgenovém teleskopu NICER (Neutron Star Interior Composition Explorer), vyměnili odrazové zařízení na jednom z mezinárodních dokovacích adaptérů a zkontrolovali přístupové prostory a připojovací nástroje, které budou astronauti používat při budoucí údržbě magnetického spektrometru Alpha. Poklop přechodové komory Quest za sebou zavřeli v 19:01, tedy tak, aby si do statistik zapsali přesně 6 hodin a 0 minut pobytu mimo stanici. Hague se se započtením předchozích výstupů dostal na celkových 25 hodin a 55 minut, Williamsová pak na 56 hodin a 40 minut, což ji posunulo na 11 místo v této disciplíně mezi všemi astronauty a kosmonauty v historii.
Další výstup byl původně naplánován přesně týden po předchozím, ale dva dny před termínem byl odložen o další týden, na 30. ledna. Sunitu Williamsovou tentokrát doprovodil Barry Wilmore a společně splnili hlavní úkoly výstupu, včetně odstranění sestavy radiofrekvenční skupinové antény z příhradové konstrukce stanice a odebrání vzorků povrchového materiálu k analýze z laboratoře Destiny a přechodové komory Quest. Poklop přechodové komory byl otevřen od 12:43 do 18:09 UTC a oba si tak do statistik připsali 5 hodin a 26 minut pobytu ve volném prostoru, což pro Williamsovou s 62 hodinami a 6 minutami znamenalo další posun v žebříčku podle součtu délky výstupů, a to na 4. místo celkově a na první místo mezi ženami, když předběhla Peggy Whitsonovou, která dosud držela 1. místo mezi ženami a 6. místo celkově za 60 hodin a 21 minut.
Hned v první únorový den následovala další úprava dráhy stanice. Motory Progressu MS-28 se zapálily v 08:58 UTC a pracovaly 20 minut a 27,2 sekundy. Vytvořily tak impuls 1,82 m/s, který zvýšil střední výšku oběžné dráhy stanice o 3,2 km na 417,44 km. A znovu se pustily do práce 20. února v 01:30 UTC a za 22 minut a 21,2 sekundy vytvořily impuls 1,95 m/s, který zvýšil střední výšku oběžné dráhy stanice o 3,4 km na 419,0 km.
Motory Progressu MS-30 provedly svůj premiérový zážeh kvůli úpravě dráhy stanice dva týdny po příletu této nákladní lodi, 17. března 2025 v 16:00 UTC  Pracovaly 8 minut a 53 sekund, což vytvořilo impuls 1 m/s a zvýšilo střední hodnotu dráhy stanice o 1,8 km na 417,9 km. A o další dva týdny později, 2. dubna 2025, se v 09:52 UTC spustily znovu a za 17 minut a 15,5 sekundy zvýšily impulsem 2,06 m/s střední dráhu stanice o 3,6 km, na 419 km nad zemským povrchem.

## Připojené osobní a nákladní lodi, obsazení portů

### Porty ISS
ISS měla na začátku Expedice 70 celkem 12 portů umožňujících připojení jiného kosmického tělesa (kosmické lodě, případně dalšího modulu):
- přední port modulu Harmony (Harmony forward) – port na přídi stanice mířící ve směru letu

- horní port modulu Harmony (Harmony zenith) – port mířící směrem od Země

- spodní modulu Harmony (Harmony nadir) – port mířící směrem k Zemi

- spodní port modulu Unity (Unity nadir)

- spodní port Rassvet (Rassvet nadir)

- přední port modulu Pričal (Pričal forward)

- zadní port modulu Pričal (Pričal aft)

- pravý port modulu Pričal (Pričal starboard)

- levý port modulu Pričal (Pričal port)

- spodní port modulu Pričal (Pričal nadir)

- horní port modulu Poisk (Poisk nadir)

- zadní port modulu Zvezda (Zvezda aft) – port na zádi stanice mířící proti směru letu

První čtyři uvedené porty modulu Pričal prozatím nejsou určeny k běžnému provozu.

### Připojené kosmické lodi
Při zahájení Expedice 72 byly k ISS připojeny 2 osobní kosmické lodi (SpaceX Crew-8 a Sojuz MS-26) a 3 lodi nákladní (Progress MS-27, Progress MS-28 a Cygnus NG-21). Během jejího trvání se kromě již zmíněných misí s posádkou SpaceX Crew-9, SpaceX Crew-10 a Sojuz MS-26 připojily také 3 nákladní lodě – SpaceX CRS-31 (5. listopadu 2024), Progress MS-29 (23. listopadu 2024) a Progress MS-30 (1. března 2025). Podle původních plánů měla před koncem expedice přiletět také SpaceX CRS-32, ale kvůli změnám v programu letů v březnu 2025 byl její start odložen až na období po skončení expedice.
Počátkem expedice se také – konečně po několika předchozích odkladech – předběžně očekával přílet nové nákladní lodi Dream Chaser společnosti Sierra Space na testovacím letu SNC Demo-1, jehož přesný termín záležel na dokončení a vyhodnocení závěrečných testů před prvním startem. Sierra Space však na přelomu září a října požádala Federální komisi pro komunikace (FCC) o přidělení dočasného oprávnění pro používání zdrojů elektromagnetického záření během z dalšího testování lodi Dream Chaser pro období od 30. listopadu 2024 do 29. května 2025 a NASA v polovině října potvrdila, že počítá se startem lodi nejdříve v květnu 2025, tedy po skončení Expedice 72.
| port |        | Harmony forward | Harmony zenith  | Harmony nadir | Unity nadir  | Rassvet nadir | Poisk zenith   | Pričal nadir | Zvezda aft     |
| --- | ------ | --------------- | --------------- | ------------- | ------------ | ------------- | -------------- | ------------ | -------------- |
| | (stav) |                 | SpaceX Crew-8   |               | Cygnus NG-21 | Sojuz MS-26   | Progress MS-27 | Sojuz MS-25  | Progress MS-28 |
| 23. září 2024                                                                                               | odlet  |                 |                 |               |              |               |                | Sojuz MS-25  |                |
| Konec Expedice 71 a začátek Expedice 72 – 23. září 2024 v 08:36:20 UTC (odpojení Sojuzu MS-25 od stanice)   |        |                 |                 |               |              |               |                |              |                |
| | (stav) |                 |                 |               |              |               |                |              |                |
| 29. září 2024                                                                                               | přílet | SpaceX Crew-9   |                 |               |              |               |                |              |                |
| 23. října 2024                                                                                              | odlet  |                 | SpaceX Crew-8   |               |              |               |                |              |                |
| | (stav) |                 |                 |               |              |               |                |              |                |
| 3. listopadu 2024                                                                                           | přesun | SpaceX Crew-9 → | → SpaceX Crew-9 |               |              |               |                |              |                |
| | (stav) |                 |                 |               |              |               |                |              |                |
| 5. listopadu 2024                                                                                           | přílet | SpaceX CRS-31   |                 |               |              |               |                |              |                |
| 19. listopadu 2024                                                                                          | odlet  |                 |                 |               |              |               | Progress MS-27 |              |                |
| | (stav) |                 |                 |               |              |               |                |              |                |
| 23. listopadu 2024                                                                                          | přílet |                 |                 |               |              |               | Progress MS-29 |              |                |
| 16. prosince 2024                                                                                           | odlet  | SpaceX CRS-31   |                 |               |              |               |                |              |                |
| 25. února 2025                                                                                              | odlet  |                 |                 |               |              |               |                |              | Progress MS-28 |
| | (stav) |                 |                 |               |              |               |                |              |                |
| 1. března 2025                                                                                              | přílet |                 |                 |               |              |               |                |              | Progress MS-30 |
| 16. března 2025                                                                                             | přílet | SpaceX Crew-10  |                 |               |              |               |                |              |                |
| 19. března 2025                                                                                             | odlet  |                 | SpaceX Crew-9   |               |              |               |                |              |                |
| 28. března 2025                                                                                             | odlet  |                 |                 |               | Cygnus NG-21 |               |                |              |                |
| 8. dubna 2025                                                                                               | přílet |                 |                 |               |              |               |                | Sojuz MS-27  |                |
| 19. dubna 2025                                                                                              | odlet  |                 |                 |               |              | Sojuz MS-26   |                |              |                |
| Konec Expedice 72 a začátek Expedice 73 – 19. dubna 2025 ve 21:57:33 UTC (odpojení Sojuzu MS-26 od stanice) |        |                 |                 |               |              |               |                |              |                |
| | (stav) | SpaceX Crew-10  |                 |               |              |               | Progress MS-29 | Sojuz MS-27  | Progress MS-30 |

Legenda:

← nebo → označuje směr přesunu lodi k jinému portu